# Matthijs de Ridder
Matthijs de Ridder (Apeldoorn, 4 januari 1979) is een in België werkzame, Nederlandse auteur, literair recensent, docent en musicus.
De Ridder studeerde Nederlandse letterkunde aan de Rijksuniversiteit van Groningen en de Universiteit Antwerpen. In 2009 promoveerde hij bij Kris Humbeeck aan de UA met het proefschrift Staatsgevaarlik! De activistische tegentraditie in de Vlaamse letteren, 1912-1933. Als medewerker van de UA bezorgde hij werk van Louis Paul Boon, Gaston Burssens, Paul van Ostaijen en Kurt Köhler.
Sinds 2009 zet hij zich samen met het Paul van Ostaijengenootschap in voor de studie en de promotie van het werk van Paul van Ostaijen. De Ridders onderzoek groeide uit tot een grootschalig literair project over van Ostaijen, dat onder meer uiting vond in de biografie Paul van Ostaijen. De dichter die de wereld wilde veranderen (2023) en Boem Paukeslag (2021), een verkenning van Van Ostaijens werk Bezette Stad.
De Ridder woont en werkt in Antwerpen.

## Werk

### Boeken
- Paul van Ostaijen. De dichter die de wereld wilde veranderen, Kalmthout: Pelckmans / Amsterdam: Querido Facto, 2023. ISBN 9789021477718.
- De eeuw van Charlie Chaplin, Amsterdam: De bezige bij, 2017. ISBN 9789023498681.
- Behoud de begeerte. Een literaire geschiedenis 1984-2014, Antwerpen: De bezige bij, 2014. ISBN 9789085426226.
- Rebelse ritmes. Hoe jazz en literatuur elkaar vonden, Amsterdam: De bezige bij, 2012. ISBN 9789460421204.
- Aan Borms. Willem Elsschot, een politiek schrijver, Antwerpen: Meulenhoff/Manteau 2007, ISBN 9789085421108.
- Niet zoo, maar zoo. Gedichten, Groningen: Ostaijen, 2000. ISBN 9789088946110.

### Edities
- Paul van Ostaijen, Boem Paukeslag (2021)
- Paul van Ostaijen, Music-Hall (2016)
- Gaston Burssens, Alles is mogelijk in een gedicht. Verzamelde verzen 1914-1965 (2007)